# Asociația Fotbal Club Chindia Târgoviște
Ne doit pas être confondu avec Fotbal Club Municipal Târgovişte.
Maillots
Actualités
Dernière mise à jour : 22 décembre 2024.
Le Chindia Târgoviște est un club roumain de football basé à Târgoviște.

## Historique
- 2010 : Le club est fondé le 11 août par l'ancien footballeur Gheorghe Popescu et la municipalité de Targoviste.
- 2019 : montée en Liga I

## Palmarès
- Championnat de Roumanie de deuxième division
  - Champion : 2019
- Championnat de Roumanie de troisième division
  - Champion : 2011 et 2015
  - Vice-champion : 2014

## Personnalités du club

### Anciens joueurs
- Alexandru Băluță